# Lifespring
Lifespring (англ. «источник жизни», «родник жизни», «пружина жизни», «весна жизни») — частная коммерческая организация, основанная в 1974 году Джоном Хенли (John Hanley Sr.). Компания продвигала себя с помощью книг и сарафанного маркетинга. К 1989 году представители компании утверждали, что семинары компании посетили более 300 000 человек. Lifespring классифицировалась как Нью Эйдж-компания, занимающаяся тренингом человеческого потенциала.
Компания была объектом журналистских расследований и критиковалась бывшими сотрудниками и участниками тренингов. После серии судебных тяжб в 1980-х годах, в которых истцы требовали установить ответственность Lifespring за психические расстройства истцов, компания возмещала ущерб в ходе урегулирований, а также в результате одного решения суда присяжных.

## История
Лайфспринг был основан Джоном Хенли-старшим в 1974 году, после работы над организацией Mind Dynamics вместе с Вернером Эрхардом, основателем «Эст тренинг». Lifespring концентрируется на восприятии людьми друг друга, в то время как «Эст тренинг» уделяет внимание изменению того, как человек воспринимает самого себя. Однако, между ними существует много сходств, равно как и с саентологией.
Бывший директор по корпоративным делам Лайфспринга, Чарльз Инграсси (Charles “Raz” Ingrasci) также работал с Вернером Эрхардом, продвигая «Эст тренинг» в СССР, а также Hunger Project. Инграсси сейчас является президентом Hoffman Institute предлагающего программы такие как Hoffman Quadrinity Process которые считаются похожими на тренинги Лайфспринг.
Хотя Джон Хэнли отрицал, что Лайфспринг был копией «Эст тренинг», Джон Мелтон и Джеймс Льюис отметили «поразительное» сходство между ними в своей работе 1992 года, Perspectives on the New Age. Мелтон и Льюис отмечают, что и Вернер Эрхард и Джон Хэнли ранее работали в Mind Dynamics. Также, они цитируют конкретные примеры техник, использованных и в Лайфспринг и в «Эст тренинг», указывая, что и там и там применялись «авторитарные тренеры, навязывающие множество правил», обе группы требовали аплодировать после того, как участник «делился» перед всей группой, оба умаляли рациональное мышление в пользу «чувств и действий». Авторы также отмечали, что выпускники как Лайфспринга, так и «Эст тренинг» были «неистово лояльны» и привлекали много новых членов, снижая маркетинговые расходы компаний практически до нуля.

## Обзор курса
Тренинги Лайфспринг обычно содержали трёхуровневую программу, начинавшуюся с «Основного курса» — ознакомительного, «Продвинутого курса» — прорыва, и трёхмесячную «Лидерскую программу», которая учила участников, как применять изученное в их жизни.
Исследования, проведённые по поручению Лайфспринга в 1980-х годах исследователями в Беркли, Стэнфорде и Калифорнии, установили, что подавляющее большинство участников этих тренингов называли их «исключительно ценными» и «ценными» (около 90 %). Многие участники этих тренингов отмечали их среди самых глубоких переживаний в своей жизни и утверждали, что смогли добиться значительных результатов в жизни в результате тренинга. Менее 2 % нашли их «бесполезными». Выпускники часто стремились поделиться своим опытом с семьёй, друзьями и сотрудниками. Однако, независимое исследование установило, что «приобщение, грандиозность и личностное смятение, которое создавалось, а затем эксплуатировалось в тренинговом процессе для управления участниками теперь используется, чтобы привязать их к Лайфспрингу в будущем путём их регистрации на новые тренинги и включения их в список рекрутеров». Более 400 000 человек по всему миру приняли участие в этих тренингах.
Тренинг состоял из последовательных сессий в среду, четверг и пятницу вечером, субботу и воскресенье днём и вечером и посттренинговой сессии во вторник вечером через десять дней после выпуска, а также посттренингового интервью. Вечерние сессии начинались в 18:30 и длились до 23:30 или 12 ночи. Субботний тренинг начинался в 10 утра и длился примерно до полуночи. Воскресный начинался в 9 утра и длился примерно до полуночи. Первые тренинги обычно проводились в больших дорогих отелях. На тренинге обычно было 250—300 участников, много помощников-добровольцев, несколько сотрудников, помощник тренера, и ведущий тренер.
Тренинг состоял из серии лекций и процессов, разработанных для демонстрации участникам новых способов разрешения жизненных проблем и ситуаций, а также с целью показать как другой возможный подход может привести к другим результатам. Некоторые участники жаловались на то, что чувствовали себя обруганными, сбитыми с толку или униженными тренером во время тренингов. К тому же, тренер использовал много слов в значениях, отличавшихся от обычных. «Обязательство», например, означало «желание сделать всё возможное». Также, такие слова как «ответственность», «пространство», «окружение», «опыт», «доверие», «полная вовлечённость», «открытость», «отпускать» были переопределены или использовались в другом значении.
К концу тренинга тренер и волонтёры пытались завербовать участников на последующие продвинутые тренинги, а также предлагали привести гостей на посттренинговую сессию. По словам участников, тренеры говорили: «Поделитесь тем, что вы узнали, со своими друзьями. Я хочу, чтобы каждый присутствующий привёл друзей на гостевой вечер и на посттренинг. Не утаивайте полученные знания. Позвольте им поучаствовать в тренинге, поделившись с ними». Многие чувствовали, что на них это оказывает давление.
На посттренинге, проходящем через несколько дней, гостей участников приводили в соседнюю комнату, и предлагали принять участие в дальнейших платных тренингах. Самим участникам также предлагалось поучаствовать в будущих тренингах. Участникам говорили подержаться за руки, образуя кольцо, а потом идти обратно на гостевую встречу «поддержать своих друзей». Впрочем, посттренинг проводился не всегда и не был обязательным условием (предложить своим друзьям поучаствовать в тренинге).
Книга Evaluating a Large Group Awareness Training сравнила Лайфспринг и ЭСТ тренинг Вернера Эрхарда.
Различные источники охарактеризовали Лайфспринг как «тренинг личностного роста» (англ. Large Group Awareness Training, Тренинг Осознавания в Большой Группе).

## Судебные процессы
Имели место судебные процессы против Лайфспринга по обвинениям начиная от принуждения к труду и заканчивая причастностью к смерти. В делах часто указывалось, что тренинги вводят участников в крайний психологический стресс для того, чтобы добиться изменений. Лайфспрингу было указано выплатить деньги участникам, которым потребовалась психиатрическая госпитализация, и семьям участников, совершивших самоубийство.

## Критика
В 1980 году телешоу 20/20 телекомпании ABC провело журналистское расследование деятельности Лайфспринг. Ведущие шоу опросили эксперта по культам, доктора Гордона Кларка из Гарвардской медицинской школы, который отметил, что группа практиковала зомбирование и промывку мозгов.
Газета Скептик, выпускаемая The North Texas Skeptics, напечатала в 1989 году критику от участника, бывшего добровольным помощником до тех пор, пока не разочаровался в организации. Этот бывший волонтёр сказал, что тренинги были слишком стрессовыми и подрывающими, и назвал эту программу «городским культом».
Одним из известных критиков Лайфспринга является Вирджиния Томас, жена судьи верховного суда Кларенса Томаса. Вирджиния Томас в интервью The Washington Post утверждала, что она решила обратиться за помощью к психологу после своего решения прекратить участвовать в Лайфспринге. Чтобы избежать телефонных звонков от соратников по Лайфспрингу, убеждавших её остаться на курсе, она решила скрыться в другой части США. По мнению клинического психолога и выпускника Лайфспринга Бронсона Левина, «люди, которые не готовы к интенсивным эмоциональным переживаниям на Лайфспринге, или имеющие скрытые травмы, склонны получать потрясение от детских воспоминаний, оглушающих их на тренинге». Вирджиния Томас впоследствии выступила в Конгрессе и организовала антикультовые семинары для сотрудников конгресса в 1986 и 1988.
Группы изучения Лайфспринга утверждают, что участников просили вовлекать семью, друзей и т. д. в тренинги и самих записываться на дополнительные курсы.
В 1993 году лютеранский священник Ричард Даухауэр (англ. Richard L. Dowhower) провёл опрос на тему отношения духовенства к другим группам, которые они называют культами. 53 респондента из окрестностей Вашингтона, включая 43 лютеранских священников и семинаристов, одного католика, одного еврейского священника и евангелиста. График показывает, что на вопрос «Какие культы меня больше всего беспокоят?» 28 респондентов ответили: «Саентология, ЭСТ, и Лайфспринг». Dr. Dowhower was an advisor of the American Family Foundation, which published the Cult Observer.
Британский телережиссёр Питер Померанцев, расследовавший гибель 20-летней супермодели Русланы Коршуновой, которая выбросилась из окна своей квартиры в Нью-Йорке летом 2008 года, полагает, что её самоубийство может быть связано с организацией «Роза Мира», которая проводила в Москве «тренинги личностного роста» по системе Lifespring. Эти же тренинги посещала её подруга, модель Анастасия Дроздова, покончившая с собой через год после Русланы в Киеве. Померанцев писал о тренингах: «Все призвано подавить сознание, отключить критическое мышление. Собравшихся просят рассказать о самом худшем, что было в их жизни. Как я узнал, Руслана говорила с энтузиазмом. Рассказала о смерти отца, о своем неудачном романе: прилюдно плакала, надрывно смеялась. Три дня криков, восстановления подавленных воспоминаний, медитаций и танцев, слез и экстаза». Через несколько месяцев посещения тренингов друзья стали замечать, что Руслана и Анастасия стали вести себя необычно: Анастасия затевала ссоры и ударялась в слезы, пропускала кастинги, Руслана сделалась агрессивной, впервые начала ругаться нецензурно, обе похудели. Помочь Питеру Померанцеву расследовать возможную причину смерти Русланы Коршуновой вызвалась спецкор «Новой Газеты» Елена Костюченко, пройдя тот же самый тренинг Владислава Новгородцева (до ребрендинга — «Роза мира»), что и погибшие модели Руслана Коршунова и Анастасия Дроздова. Через четыре дня посещения этого тренинга у Елены Костюченко начались слуховые галлюцинации, множественные фобии, глубокая депрессия и навязчивые мысли о самоубийстве. Спасти жизнь и частично восстановить здоровье Елены Костюченко врачам удалось после 1,5-месячного лечения в стационаре..